# 尚贤河湿地公园
31°29′22″N 120°18′31″E / 31.48931°N 120.30850°E
尚贤河湿地公园，是位于中华人民共和国江苏省无锡市滨湖区的一个免费公园。

## 特点
尚贤河湿地公园位于尚贤河南北向流域区的中心地带，是无锡市的一个开放式湿地公园，其将新城的无锡市民中心与太湖联系起来。2011年，无锡尚贤河湿地公园获得全国优秀园林绿化工程奖最高奖“大金奖”。在太湖新城规划时，巡塘古镇被划入尚贤河湿地公园规划范围。

## 图库

小路风景
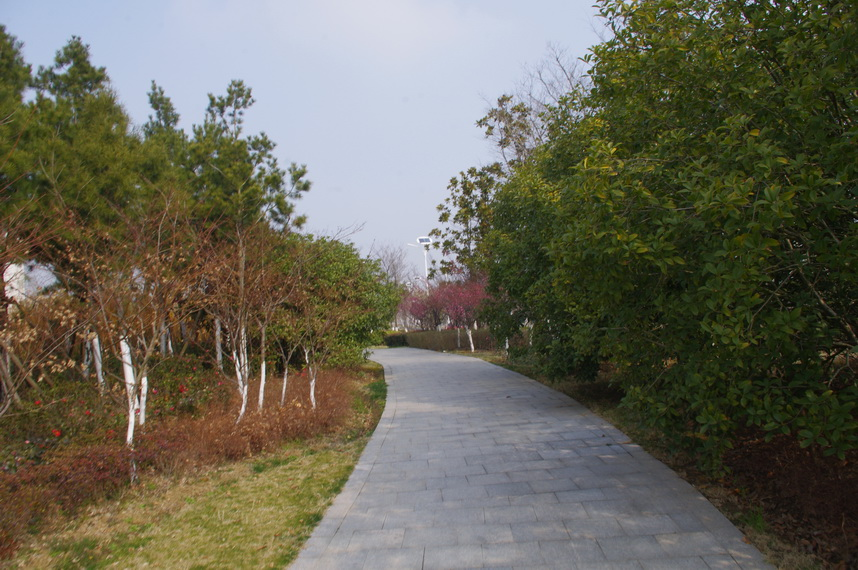
小路风景
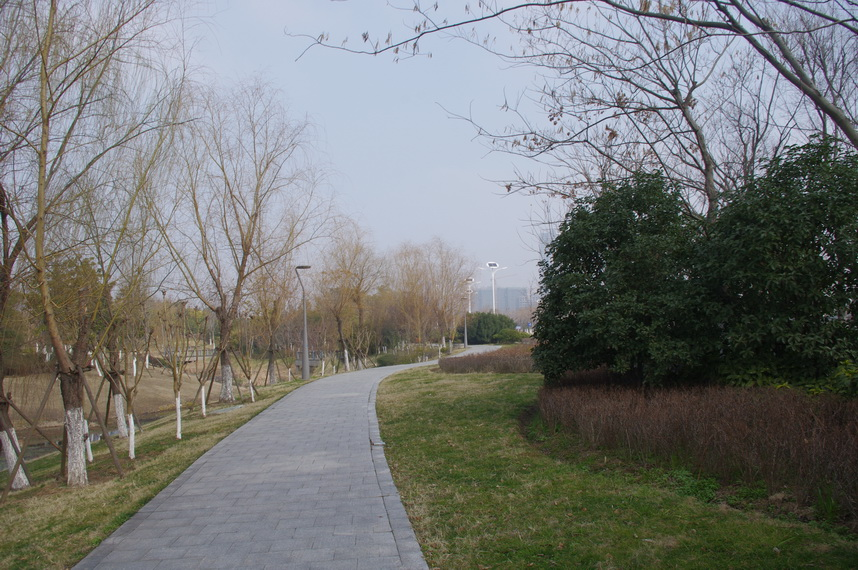
小路风景
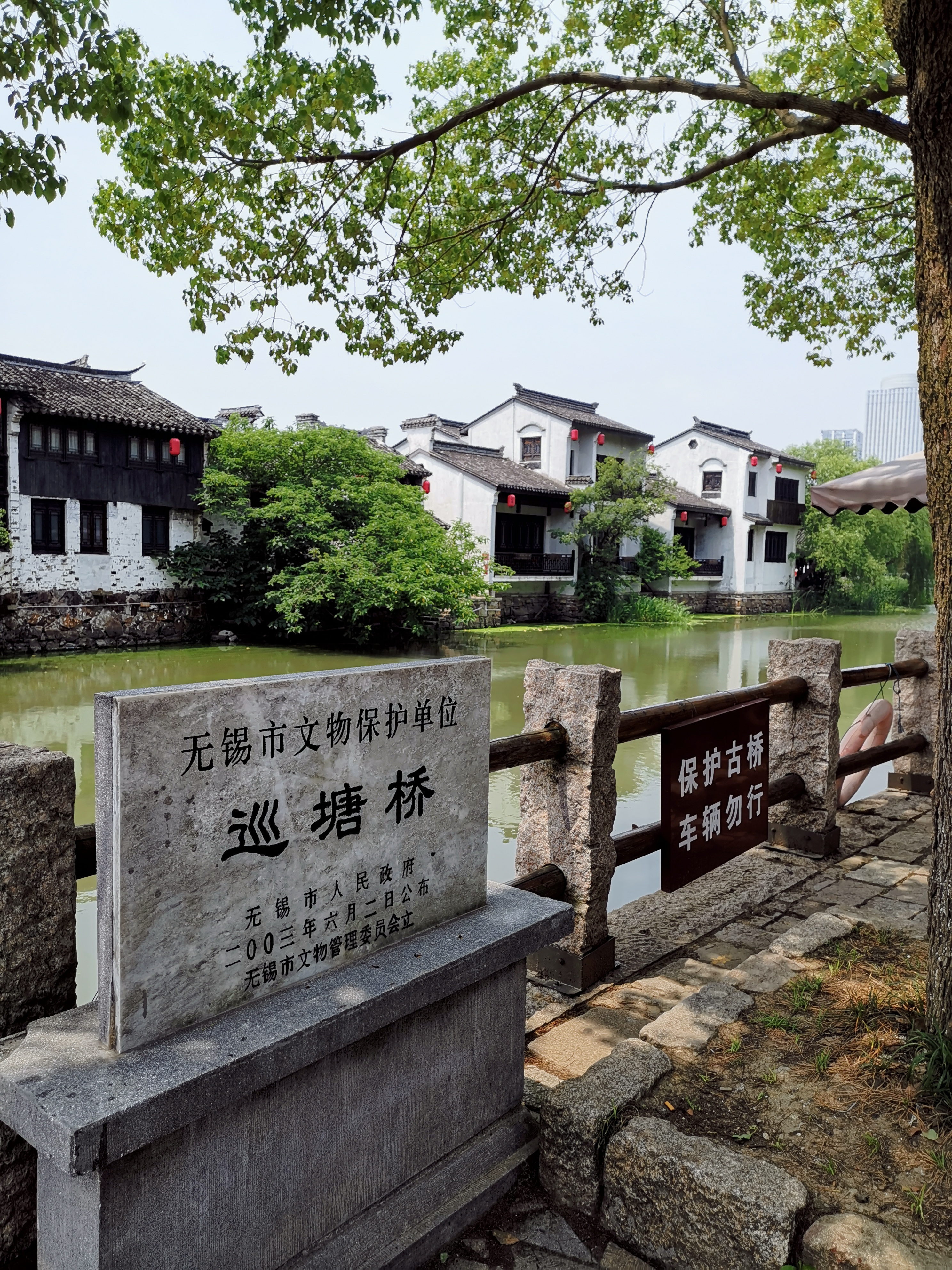
巡塘桥
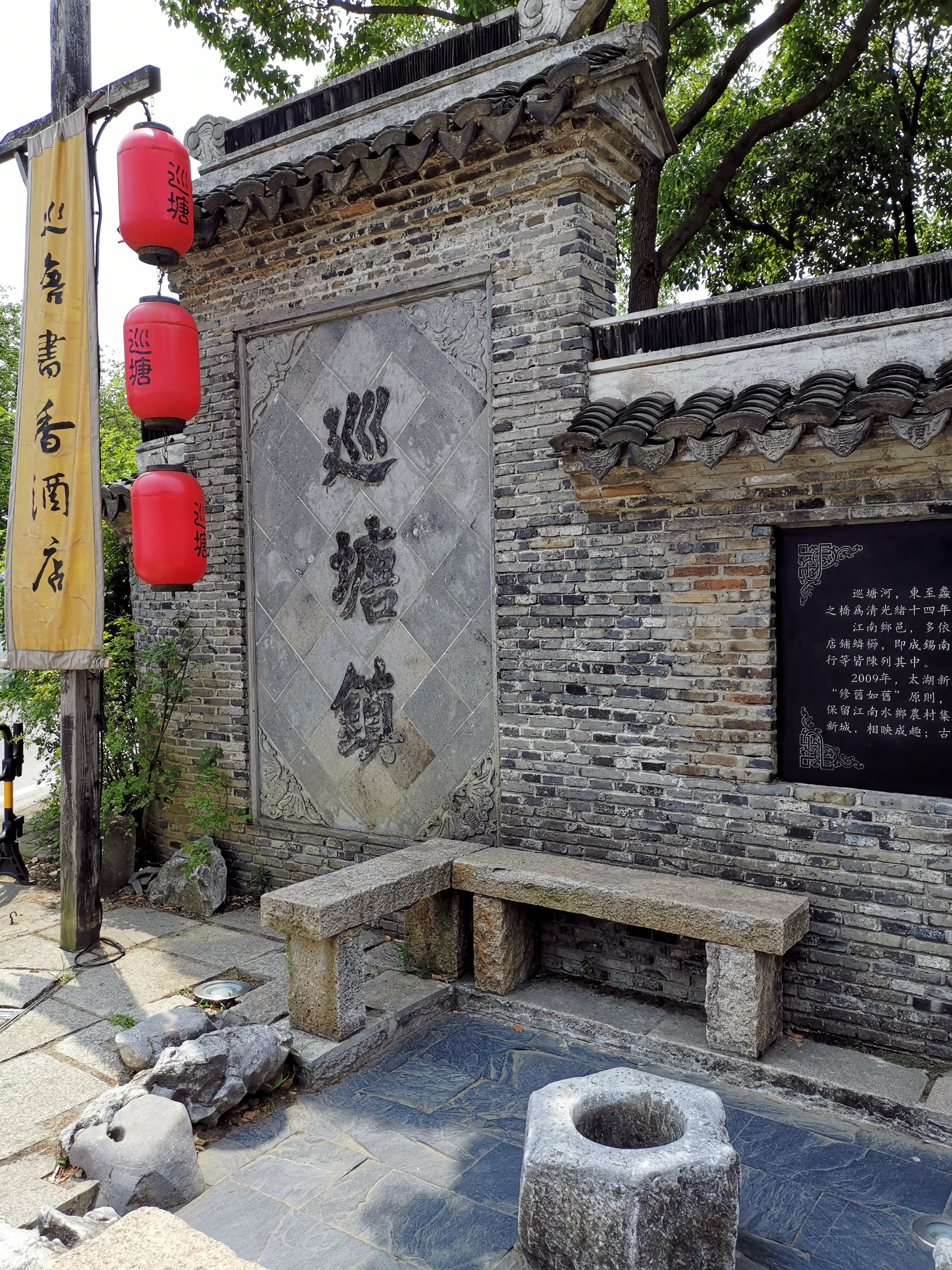
巡塘古镇
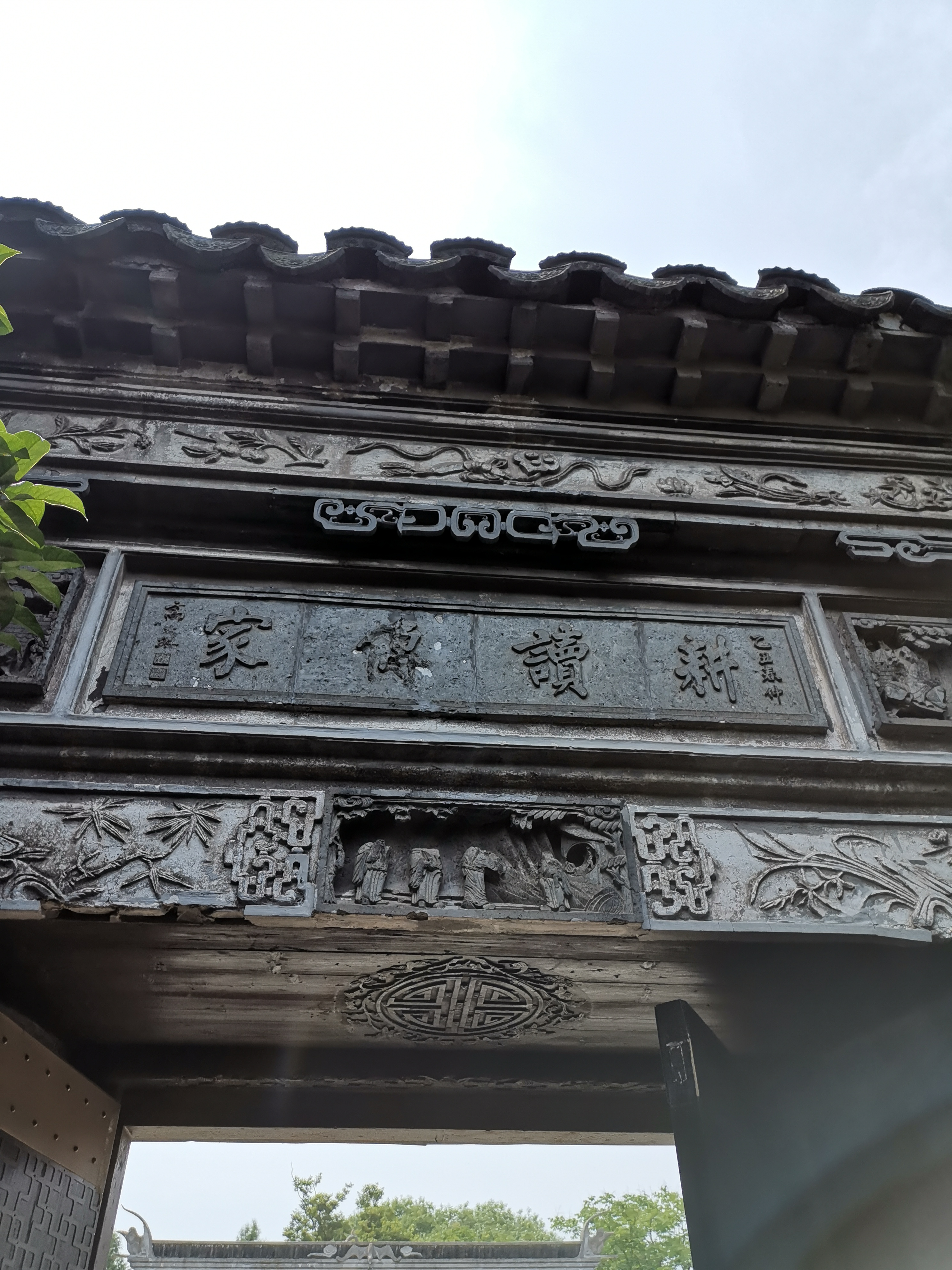
无锡巡塘老宅 耕读传家匾额
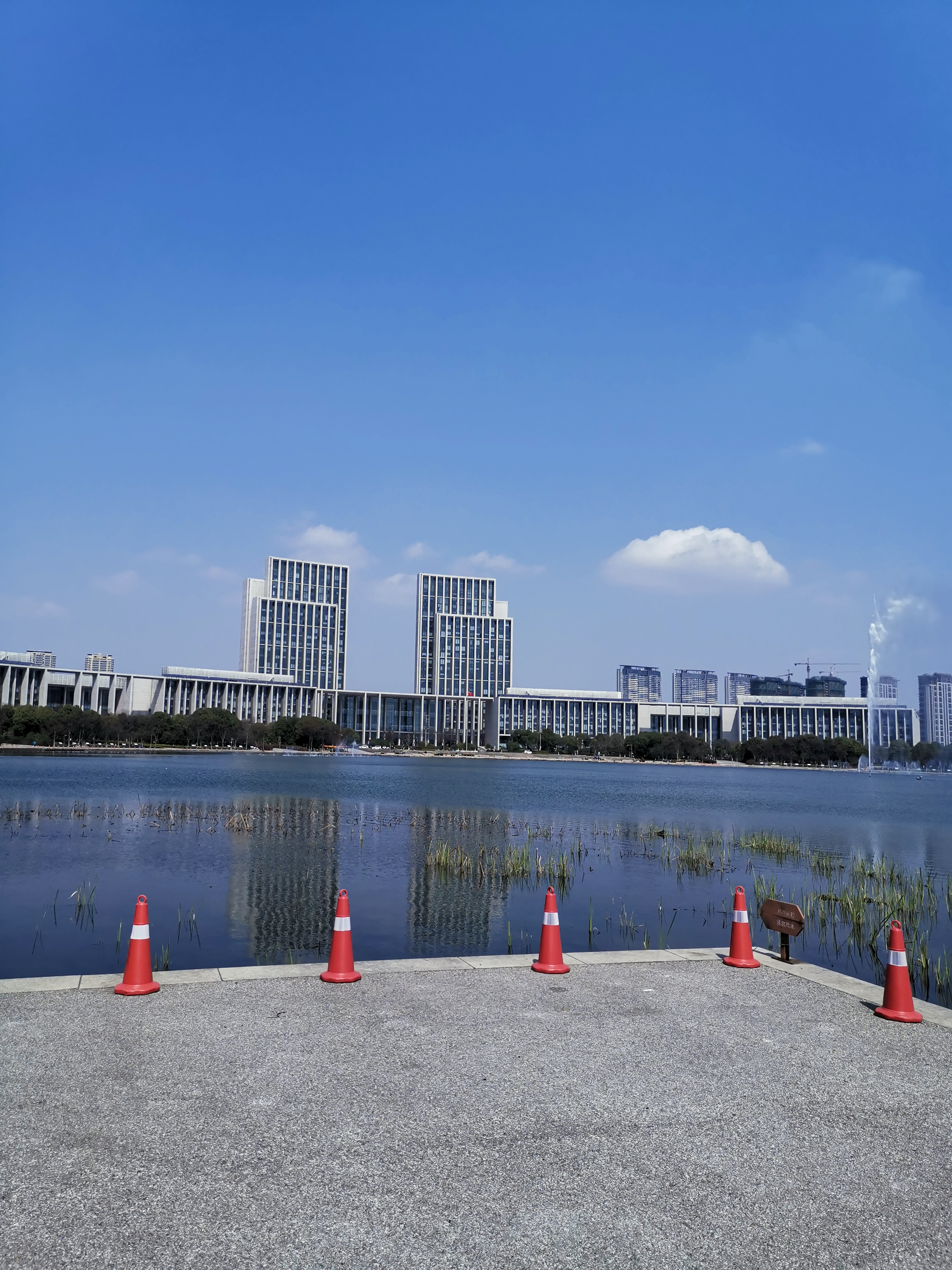
从尚贤河的一侧可以看到无锡市民中心
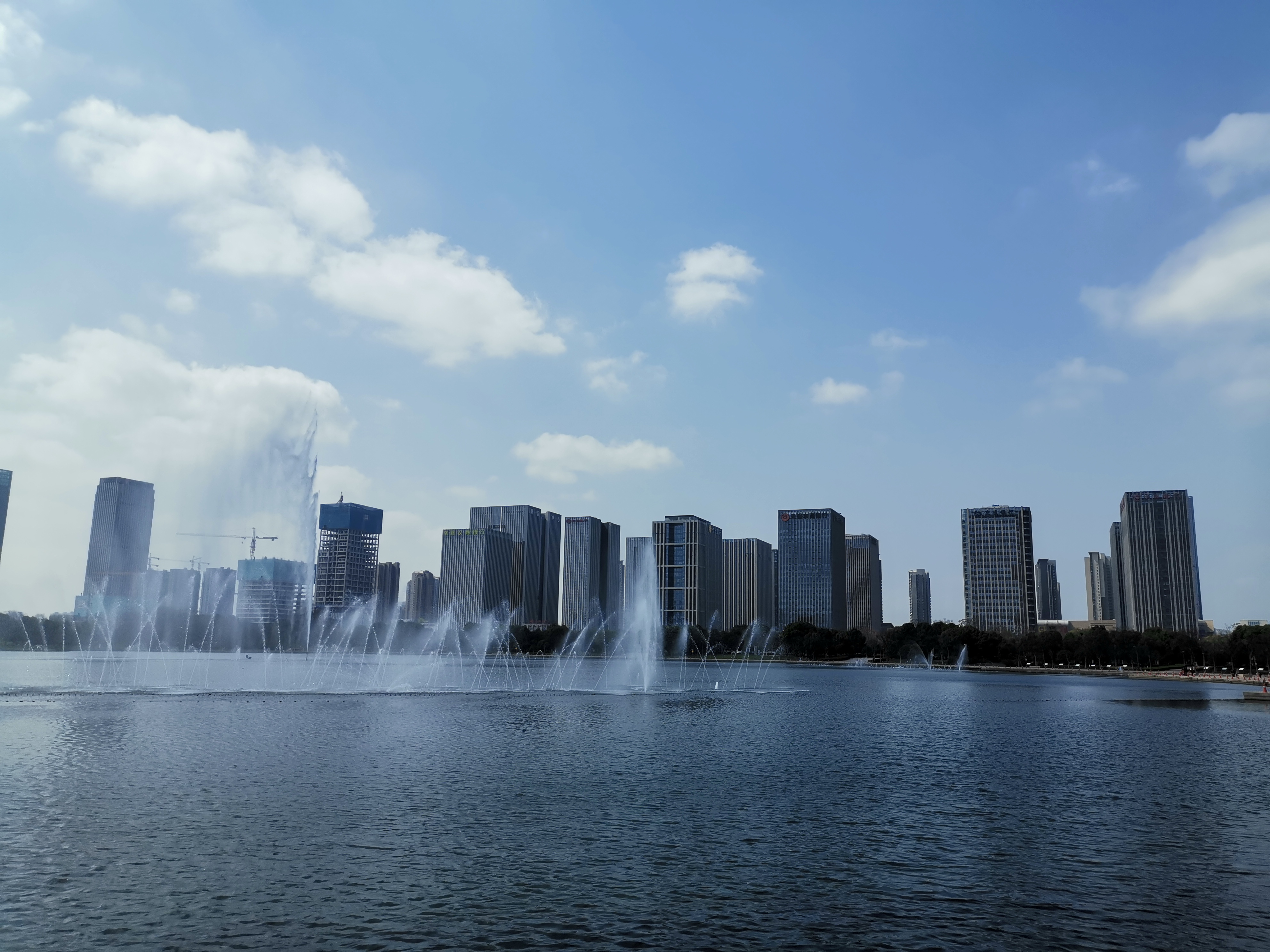
从尚贤河的一侧可以看到金融街
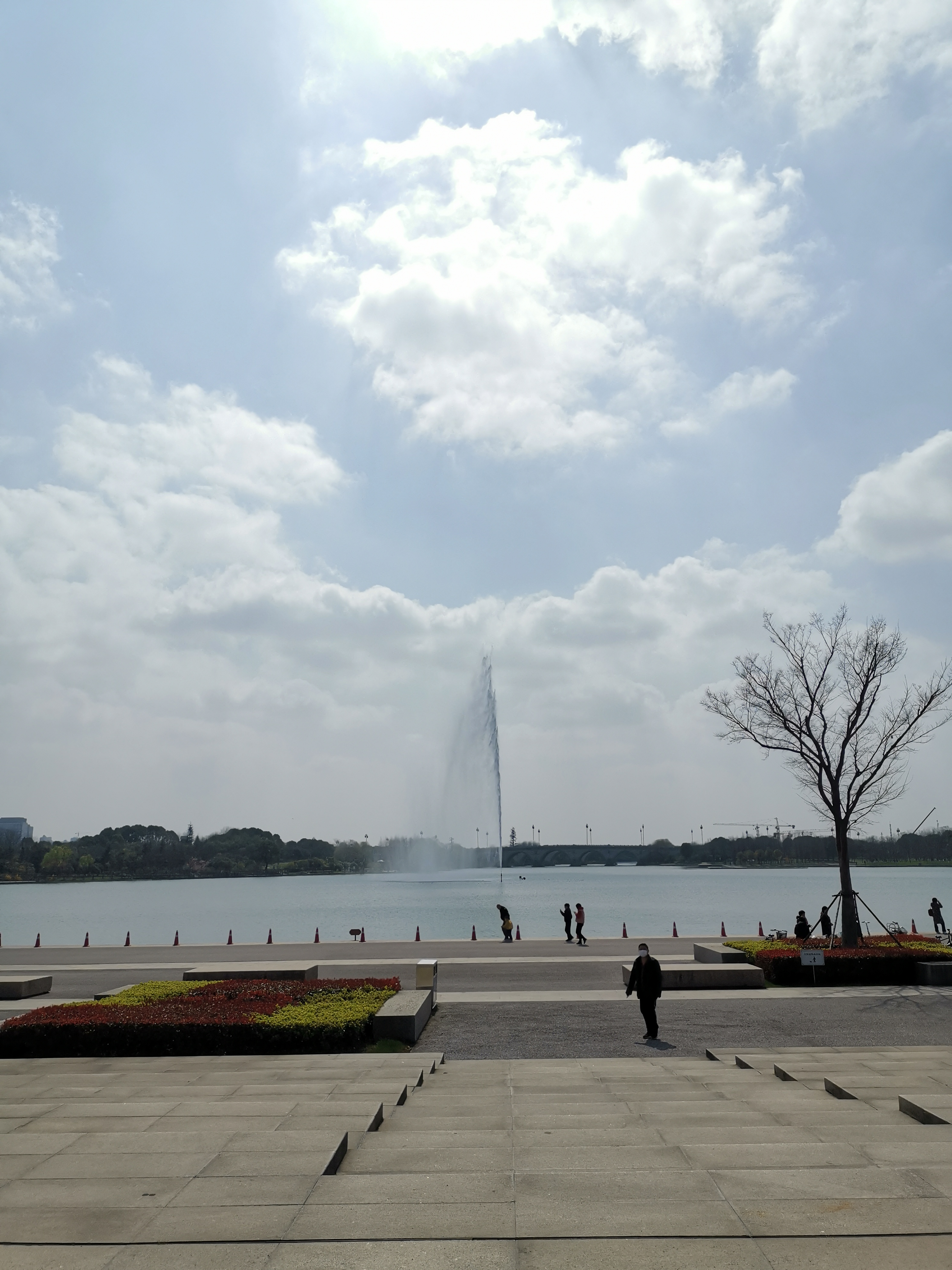
从市民中心向南看湿地公园